# كأس إسكتلندا 1986–87
كأس اسكتلندا 1986–87 (بالإنجليزية: 1986–87 Scottish Cup)‏ هو موسم من كأس اسكتلندا. فاز فيه نادي بازو الخزان عنبورا.